# Lineární funkcionál
Lineární funkcionál nebo lineární forma je v matematice lineární zobrazení z množiny vektorů daného vektorového prostoru do množiny jeho skalárů. Jedná se tedy o funkcionál, který je zároveň lineární.

## Definice
Nechť {\displaystyle V} je vektorový prostor nad tělesem {\displaystyle T}. Zobrazení {\displaystyle f:V\to T} sa nazývá lineární funkcionál, pokud jde o zobrazení do tělesa, které je zároveň lineární, tj.:
1. {\displaystyle \forall x\in V\!:f(x)\in T,}
2. {\displaystyle \forall x,y\in V\!:f(x+y)=f(x)+f(y),}
3. {\displaystyle \forall x\in V\ \forall \alpha \in T\!:f(\alpha \cdot x)=\alpha f(x).}

Podmínky 2., 3. můžeme ekvivalentně přepsat do podmínky
{\displaystyle \forall x,y\in V\ \forall \alpha ,\beta \in T\!:f(\alpha \cdot x+\beta \cdot y)=\alpha f(x)+\beta f(y).}
Uvedenou definici můžeme přeformulovat tak, že {\displaystyle f} je lineární zobrazení z {\displaystyle V} do {\displaystyle T}.
1. {\displaystyle \forall x\in V\!:f(x)\in T,}
2. {\displaystyle \forall x,y\in V\ \forall \alpha ,\beta \in T\!:f(\alpha \cdot x+\beta \cdot y)=\alpha f(x)+\beta f(y).}

## Příklad

### Lineární funkcionály v Rn
Uvažujme o euklidovském prostoru {\displaystyle \mathbb {R} ^{n}}. Předpokládejme, že vektory prostoru {\displaystyle \mathbb {R} ^{n}} jsou reprezentované jako sloupcové vektory typu
{\displaystyle x=(x_{1},x_{2},\ldots ,x_{n})^{T}.}
Potom každý lineární funkcionál možno zapsat ve tvaru
{\displaystyle f(x)=a_{1}x_{1}+a_{2}x_{2}+\cdots +a_{n}x_{n}.}
Předchádzející výraz je možno ekvivalentně zapsat jako maticový součin
{\displaystyle f(x)=(a_{1},a_{2},\ldots ,a_{n})\cdot (x_{1},x_{2},\ldots ,x_{n})^{T}.}
Lineární funkcionály na {\displaystyle \mathbb {R} ^{n}} mohou být tudíž reprezentovány jako {\displaystyle n}-rozměrné řádkové vektory {\displaystyle (a_{1},a_{2},\ldots ,a_{n})}.